# Környey Béla
Környey Béla (Krumau, 1873. május 18. – Budapest, Terézváros, 1925. április 28.) énekes (tenor), a Magyar Királyi Opera tagja.

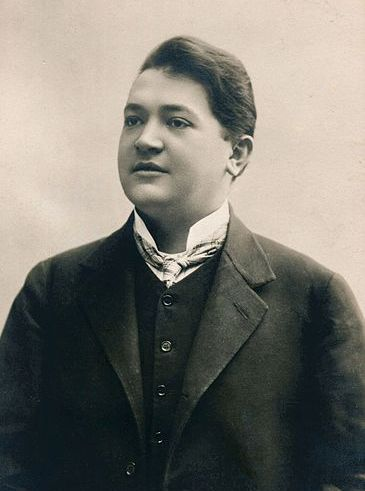
Környei Béla 1908-ban

## Élete
1873. május 18-án született Krumauban, Környey Béla és Dudák Amália Mária fiaként. Solymosi Elek színésziskolájában tanult. 1896-ban a Népszínház kórusában még mint basszista énekelt, 1898-ban már operettet énekelt a Magyar Színházban, 1899-től Debrecenben volt bariton énekes, 1901-től pedig a buda–temesvári társaság tagja. 
Játszott a Budai Színkörben és 1905-től a Király Színházban, 1908-tól pedig a Népszínház–Vígoperához szerződött, ahol tenor szerepeket játszott. 1908-tól 1915-ig az Operaház tagja volt. Ezután három évig a bécsi opera tagja, majd ismét visszatért az Operaházba; haláláig itt énekelt. Az intézmény örökös tagja. 
Az első nagy magyar tenorista, hangjának baritonális színezete egyedülálló volt. Síremlékét 1930. április 30-án leplezték le.

### Családja
Galyassy Paulával kötött első házasságából született lánya, Környey Paula (1899–1996) színésznő és fia, Környey Béla (1901–?) zongoraművész.
1914. október 15-én Budapesten házasságot kötött a nála nyolc évvel fiatalabb Szamosi Elza (Szamek Erzsébet) operaénekesnővel, Szamek Jacques és Goldstein Eugénia lányával, azonban 1921-ben elváltak.
Ezután harmadszor is megnősült: 1921. október 30-án Budapesten, a Terézvárosban feleségül vette a nála 19 évvel fiatalabb, kolozsvári születésű Sándor Mária énekesnőt, Sándor János és Sebesi Rozália leányát.

## Főbb szerepei
- Falke (ifj. Johann Strauss: A denevér)
- Johnson Dick (Puccini: A nyugat lánya)
- Padro (d’Albert: A hegyek alján)
- Radames (Verdi: Aida)
- Tenorista, Bacchus (Richard Strauss: Ariadne Naxos szigetén)
- Turiddu (Mascagni: Parasztbecsület)